# Livre III des Éléments d'Euclide

Le livre III des Éléments d'Euclide traite des propriétés du cercle (tangentes au cercle, angles inscrits et angles au centre, puissance d'un point par rapport à un cercle).
Il comporte :
- 11 définitions
- 37 propositions

## Les définitions
Dans le préambule du livre III, on définit :
- La tangente à un cercle. Une droite est tangente à un cercle si elle le touche sans le couper.
- Les cercles tangents. Deux cercles sont tangents s'ils se touchent sans se couper.
- Le segment de cercle. Il s'agit du domaine limité par une droite sécante à un cercle et ce cercle.
- Le secteur de cercle. Il s'agit du domaine limité par deux rayons et la portion de circonférence qu'ils définissent.

## Les propositions
Ces propositions traitent des points suivants :
- Constructions diverses. La prop.1 décrit comment construire le centre d'un cercle. Diverses propriétés relatives au centre sont également énoncées dans les prop.5 à 9. Par exemple, si dans un cercle, l'on prend un point quelconque, et si plus de deux droites menées de ce point à la circonférence sont égales entre elles, le point qu'on aura pris sera le centre du cercle. La prop.30 décrit comment trouver le milieu d'un arc de cercle.
- Propriété des cordes. Diverses propriétés sont énoncées, par exemple, une droite coupant une corde est perpendiculaire à celle-ci si et seulement si elle la coupe en deux segments de même longueur (prop.3). Les cordes de même longueur sont également éloignées du centre et réciproquement, la corde la plus grande étant le diamètre, et la longueur diminuant au fur et à mesure qu'on s'éloigne du centre (prop.14 et 15).
- Position relative de deux cercles. Un cercle ne coupe pas un autre cercle en plus de deux points (prop.10). Deux cercles étant tangents, leurs centres sont alignés avec le point de tangence (prop.11 et 12). Un cercle tangent à un autre cercle n'a qu'un point commun avec lui (prop.13).
- Propriété des tangentes au cercle. Il s'agit d'une droite perpendiculaire au diamètre passant par une extrémité de ce dernier (prop.16, 18, 19). Dans cette proposition, Euclide conçoit l'angle entre la tangente et le cercle comme un angle curviligne, plus petit que n'importe quel angle rectiligne. La prop.17 permet de construire la tangente à un cercle passant par un point donné.
- Angles au centre et angles inscrits. La prop.20 prouve que l'angle au centre est le double de l'angle inscrit correspondant. La prop.21, généralisée dans les prop.26 à 29, prouve que des angles inscrits interceptant le même arc sont égaux et réciproquement. La prop.22 prouve que les angles opposés d'un quadrilatère inscrit dans un cercle sont égaux à deux droits.
- Propriété des segments de cercle. Les prop.23 à 25 traitent des segments de cercle. Par exemple, un segment étant donné, la prop.25 décrit le cercle dont il est le segment. Les prop.33 et 34 donnent des constructions relatives aux segments de cercle.
- Triangle rectangle inscrit dans un cercle. La prop.31 prouve qu'un triangle ayant un côté égal au diamètre est rectangle.
- Puissance d'un point par rapport à un cercle. Elle est introduite par les prop.35 à 37, la prop.35 étant énoncée comme suit : si, dans un cercle, deux droites se coupent mutuellement, le rectangle compris sous les segments de l'une est égal au rectangle compris sous les segments de l'autre.